# Schneebeeren
Die Schneebeeren (Symphoricarpos) sind eine Pflanzengattung innerhalb der Familie der Geißblattgewächse (Caprifoliaceae). Bis auf eine chinesische Art (Symphoricarpos sinensis) sind alle Arten in Nordamerika und Mexiko beheimatet.

## Beschreibung

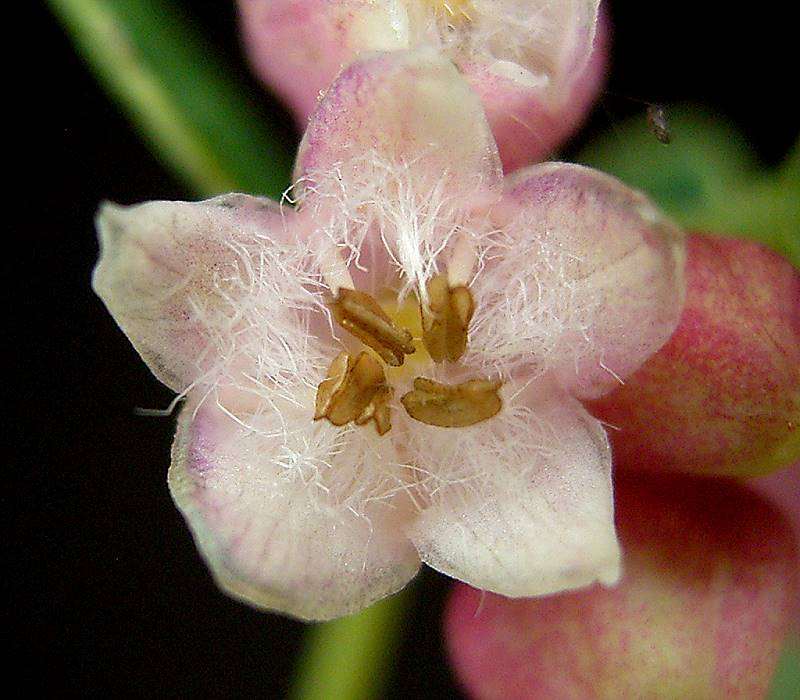
Detail einer Blüte der Gewöhnlichen Schneebeere (Symphoricarpos albus)

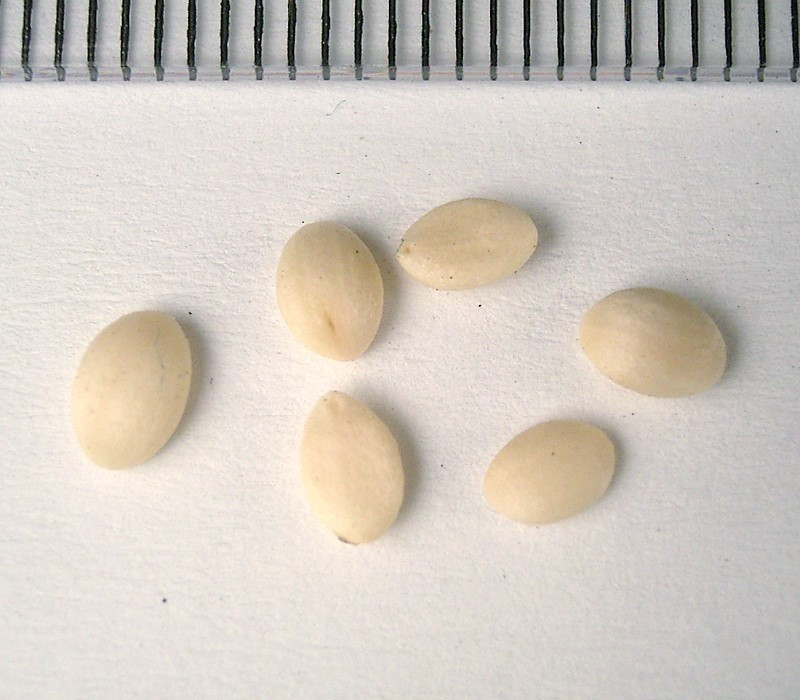
Samen der Gewöhnlichen Schneebeere (Symphoricarpos albus)

### Erscheinungsbild und Blätter
Schneebeeren-Arten wachsen als relativ niedrige, sommergrüne Sträucher. Sie bilden meist Ausläufer. Die Winterknospen besitzen einige Paare von Knospenschuppen. Die gegenständig angeordneten Laubblätter sind kurz gestielt. Die einfachen Blattspreiten sind ganzrandig oder an Langtrieben gelappt. Nebenblätter fehlen.

### Blütenstände und Blüten
Ihre Blüten stehen manchmal einzeln in den Blattachseln der obersten Blätter, aber meist an den Enden der Zweige in end- oder achselständigen, köpfchenartig verkürzten, ährigen bis traubigen Blütenständen zusammen. Die relativ kleinen, zwittrigen und relativ unscheinbaren Blüten sind fast radiärsymmetrisch und vier- oder fünfzählig. Es ist ein Blütenbecher vorhanden. Die vier oder fünf Kelchblätter sind in eine kurze, breite, becherförmige Röhre verwachsen, die mit vier oder fünf kurzen Kelchzipfeln endet. Die vier oder fünf Kronblätter sind glocken- oder trichter- oder stieltellerförmig verwachsen. Die an ihrer Basis leicht gewölbte Kronröhre ist innen kahl oder lang flaumig behaart und endet in vier oder fünf Kronlappen. Die Farbe der Kronblätter ist rötlich bis weiß. Es ist nur ein Kreis mit vier oder fünf Staubblättern, die in der Kronröhre inseriert sind und höchstens kurz aus ihr herausragen. Der unterständige Fruchtknoten ist vierfächrig mit zwei sterilen Fächern mit jeweils einigen sterilen Samenanlagen, in den zwei anderen Fächern befindet sich jeweils nur eine fertile Samenanlage. Der dünne Griffel endet in einer großen, kopfigen oder leicht zweilappigen Narbe. Es sind Nektarien vorhanden.

### Früchte und Samen
Die kugeligen, eiförmigen oder ellipsoiden, beerenartigen, giftigen Steinfrüchte färben sich bei Reife meist weiß oder weißlich-rötlich bis rosarot oder bläulich-schwarz. Das Fruchtfleisch ist schwammig und enthält zwei 2 bis 5 mm lange, weißliche Steinkerne. Die eiförmigen und mehr oder weniger abgeflachten Samen enthalten Endosperm und einen kleinen Embryo. Die weißen Früchte werden im Volksmund auch Knallerbsen genannt, weil sie, fest auf den Boden geworfen, beim Zerplatzen einen kleinen Knall erzeugen.

## Verbreitung
15 Arten der Gattung Symphoricarpos kommen ursprünglich nur in Nordamerika und Mexiko vor. Nur eine Art (Symphoricarpos sinensis) ist in China beheimatet.
Die Gewöhnliche Schneebeere (Symphoricarpos albus) hat sich in den gemäßigten Breiten auch als Neophyt eingebürgert.

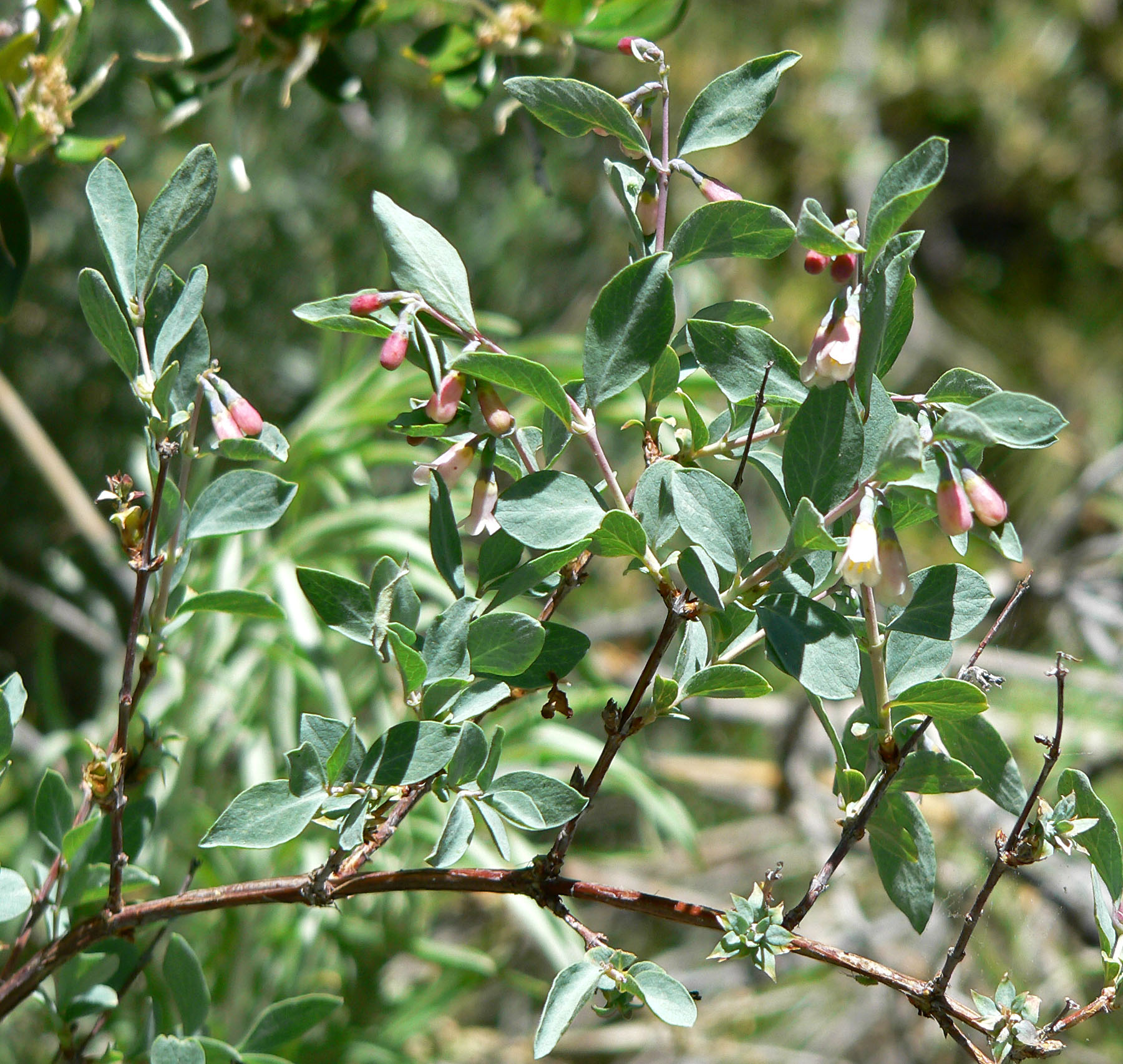
Zweig der Berg-Schneebeere (Symphoricarpos oreophilus) mit gegenständigen Laubblättern und Blüten

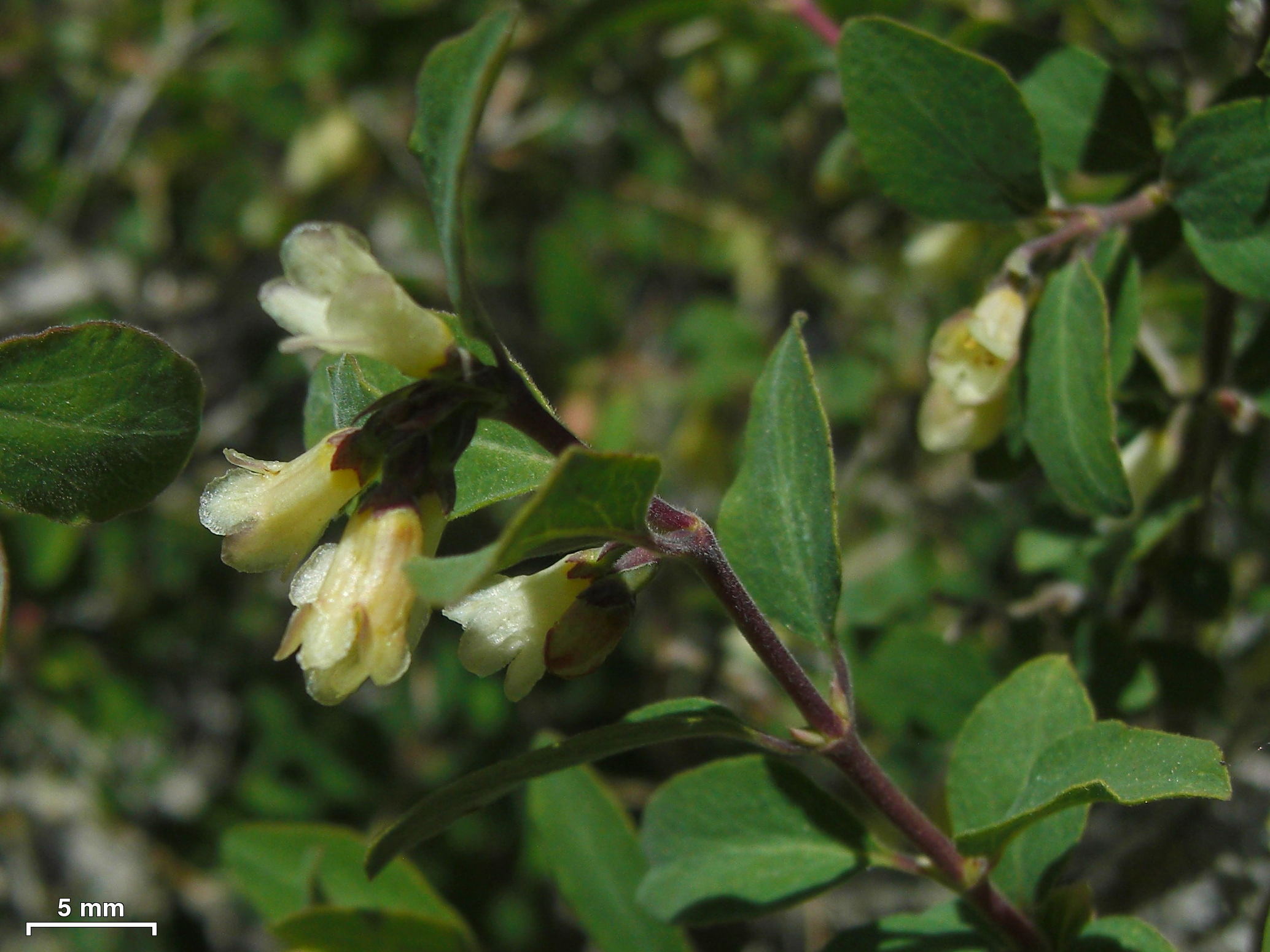
Rundblättrige Schneebeere (Symphoricarpos rotundifolius)

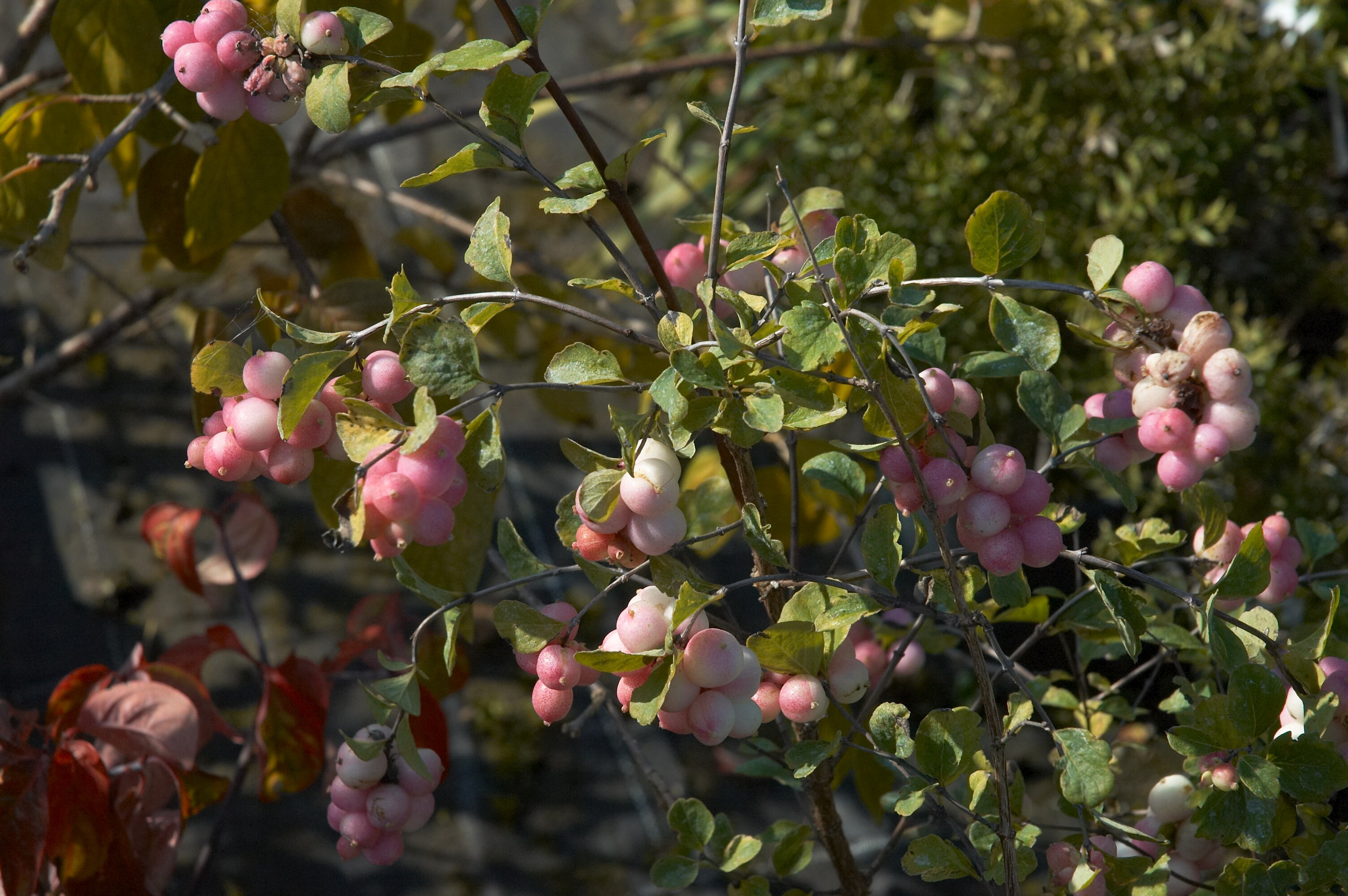
Die Sorte Symphoricarpos ×doorenbosii ‘Mother of Pearl’ mit Laubblättern und Früchten

## Systematik
Die Gattung Symphoricarpos wurde 1755 durch Henri Louis Duhamel du Monceau in Traité des Arbres et Arbustes, 2, S. 295 aufgestellt. Typusart ist Symphoricarpos orbiculatus Moench.
Es gibt etwa 16 Arten in der Gattung Symphoricarpos:
- Symphoricarpos acutus (A.Gray) Dieck: Sie ist in Kalifornien, Nevada und Oregon beheimatet.
- Gewöhnliche Schneebeere (Symphoricarpos albus (L.) S.F.Blake): Sie ist in Nordamerika weit verbreitet; mit den Varietäten:
  - Symphoricarpos albus (L.) S.F.Blake var. albus
  - Weiße Schneebeere (Symphoricarpos albus var. laevigatus (Fernald) S.F.Blake, Syn.: Symphoricarpos rivularis Suksd.)
- Symphoricarpos guadalupensis Correll: Die Heimat ist Texas.
- Symphoricarpos hesperius G.N.Jones: Sie ist im westlichen Nordamerika von British Colombia über Washington, Kalifornien, Oregon bis Idaho verbreitet.
- Symphoricarpos longiflorus A.Gray: Die Heimat sind die USA und das nördliche Mexiko.[2]
- Mexikanische Schneebeere (Symphoricarpos mexicanus hort. ex K.Koch)
- Kleinblättrige Schneebeere (Symphoricarpos microphyllus Kunth): Sie kommt nur in New Mexico vor.
- Kriechende Schneebeere (Symphoricarpos mollis Nutt.): Sie kommt nur im westlichen Kanada und in den westlichen USA vor.[2]
- Westliche Schneebeere oder Wolfsbeere (Symphoricarpos occidentalis Hook.): Sie ist in Nordamerika weit verbreitet.
- Korallenbeere (Symphoricarpos orbiculatus Moench): Sie ist im zentralen und östlichen Nordamerika weit verbreitet.
- Berg-Schneebeere (Symphoricarpos oreophilus A.Gray): Sie ist von der kanadischen Provinz British Columbia über die USA bis ins nördliche Mexiko verbreitet.[2]
- Symphoricarpos palmeri G.N.Jones: Sie kommt in den US-Bundesstaaten Colorado, Arizona, New Mexico sowie Texas vor.
- Rundblättrige Schneebeere (Symphoricarpos rotundifolius A.Gray); die Heimat sind Kanada (British Columbia), die USA und das nördliche Mexiko;[2] mit den Varietäten:
  - Symphoricarpos rotundifolius var. parishii (Rydb.) Dempster (Syn.: Symphoricarpos parishii Rydb.)
  - Symphoricarpos rotundifolius A.Gray var. rotundifolius
- Symphoricarpos sinensis Rehder: Diese sehr seltene Art gedeiht in Höhenlagen zwischen 600 und 2300 Meter in den chinesischen Provinzen: südliches Gansu, Guangxi, westliches Hubei, Shaanxi, östliches Sichuan und nördliches Yunnan nur an jeweils kleinen Wuchsorten.

Es gibt folgende Hybride:
- Niedrige Purpurbeere oder Bastard-Korallenbeere (Symphoricarpos ×chenaultii Rehder = Symphoricarpos microphyllus × Symphoricarpos orbiculatus)
- Symphoricarpos ×doorenbosii Krüssm. = Symphoricarpos albus × Symphoricarpos × chenaultii

## Nutzung
In den Gemäßigten Gebieten werden einige Sorten einiger Arten als Zierpflanzen in Parks und Gärten, besonders in Hecken genutzt. Beispielsweise werden einige Sorten der Gewöhnliche Schneebeere (Symphoricarpos albus) – auch unter dem Namen Knallerbse oder Knallbeere – als Zierpflanze angepflanzt.
Von Symphoricarpos albus var. laevigatus, Symphoricarpos occidentalis und Symphoricarpos orbiculatus werden die Früchte roh, oder für eine bessere Bekömmlichkeit, gegart gegessen, aber vor allem dann, wenn es wenig andere Nahrung als Alternative gibt. Die Früchte enthalten Saponine, aber obwohl diese giftig sind, passieren gegessene Früchte scheinbar den Magen- und Darmtrakt ohne Beschwerden hervorzurufen. Die medizinischen Wirkungen wurden untersucht.
Die Früchte der Gewöhnlichen Schneebeere (Symphoricarpos albus) – Knallerbsen – erzeugen je nach Reifezustand ein Geräusch von einem wässrigen Buff bis zu einem leichten Knall, wenn man sie zu Boden wirft. Sie sind Namensgeber für die Knallerbse.

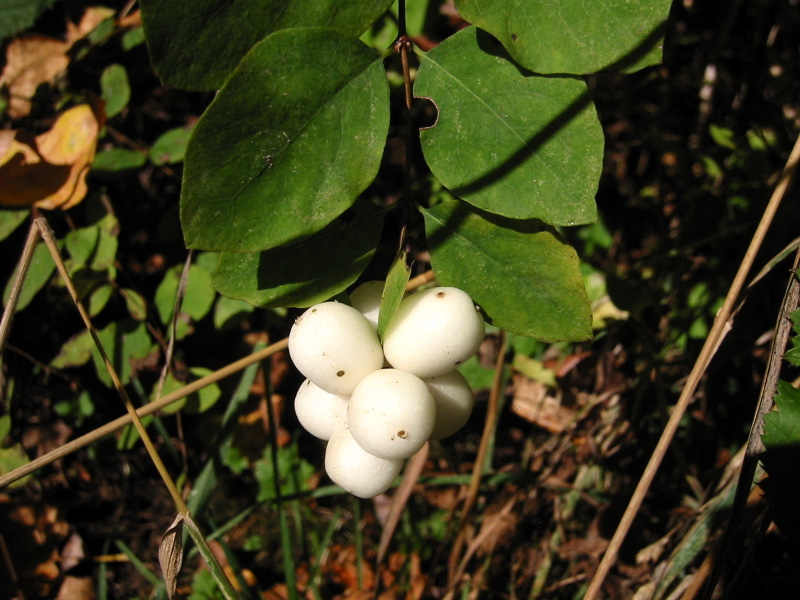
Früchte („Knallerbsen“) einer Gewöhnlichen Schneebeere (Symphoricarpos albus)

## Analytik
Zur qualitativen und quantitativen Bestimmung einzelner Inhaltsstoffe der Symphoricarpos-Arten kommt nach angemessener Probenvorbereitung die Gaschromatographie meist in Kopplung mit der HPLC oder Dünnschichtchromatographie  zur Anwendung.

## Trivia
Stefan Raab hat 1999 in seinem Lied Maschen-Draht-Zaun dem Knallerbsenstrauch ein musikalisches Denkmal gesetzt.